# Utilitarismo
O utilitarismo é uma família de teorias metaéticas consequencionalistas, sistematizada inicialmente pelos filósofos ingleses Jeremy Bentham e John Stuart Mill, que afirma que uma ação é correta ou incorreta baseada em sua tendência a maximizar ou minimizar "utilidade"; que é geralmente identificada com a felicidade ou a satisfação de preferências. Ao lado da Ética de Virtudes e da Ética do dever, é uma das perspectivas mais influentes no campo da  filosofia moral.
Sua formulação clássica pode ser resumida pela máxima da "maior felicidade ao maior número". Trata-se então de uma moral eudemonista, mas que, ao contrário do egoísmo, insiste no fato de que devemos considerar o bem-estar de todos e não o de uma única pessoa.
Na Economia, o utilitarismo pode ser entendido como um princípio ético no qual o que determina se uma decisão ou ação é correta, é o benefício intrínseco exercido à coletividade, ou seja  quanto maior o benefício, tanto melhor a decisão ou ação será.

## Correntes e Formulações

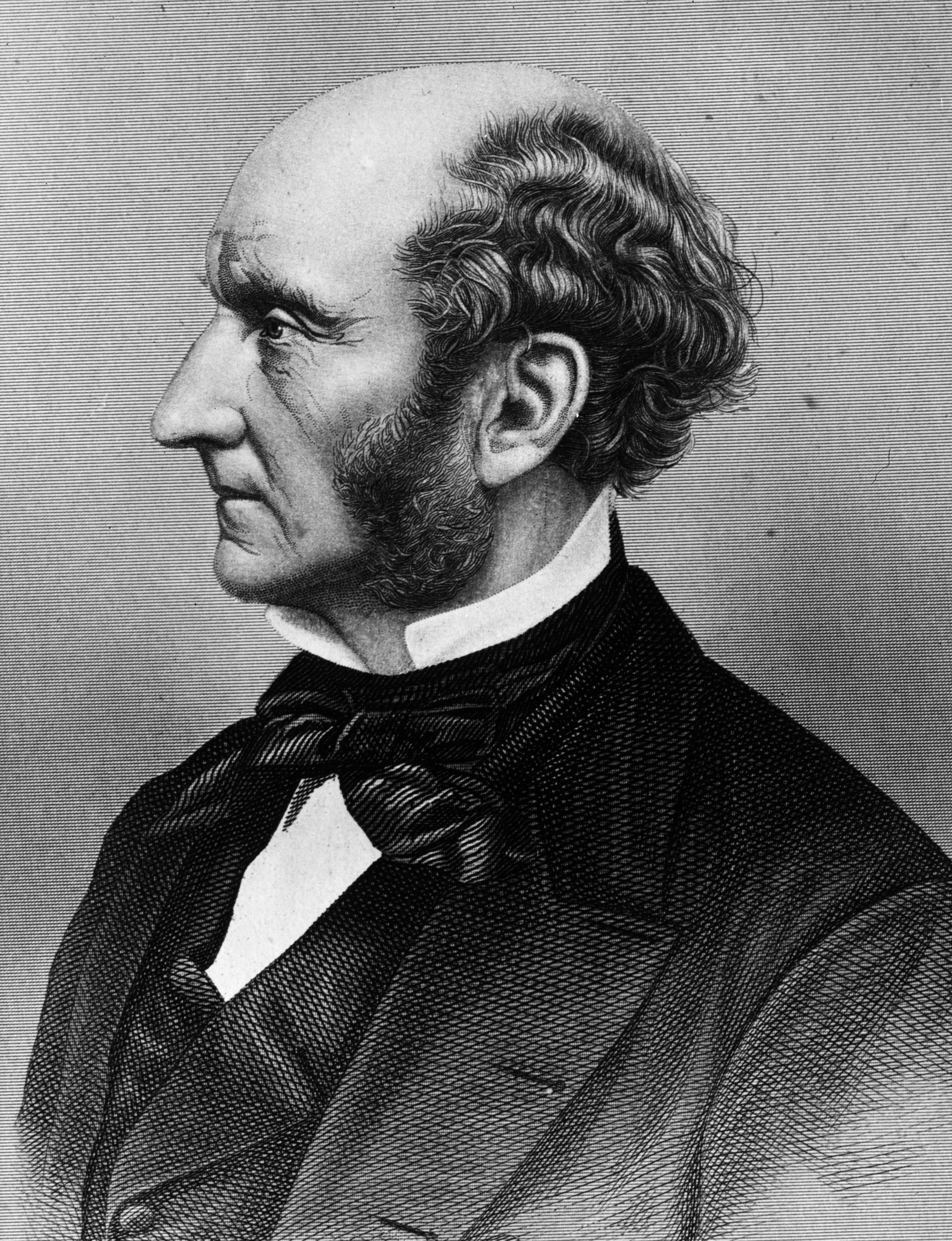
John Stuart Mill foi um dos filósofos que se debruçaram sobre o princípio da utilidade

A Ética Utilitarista afirma que ações são certas se tendem a maximizar a Utilidade. No entanto, existem muitas definições de Utilidade entre autores utilitaristas, havendo portanto várias doutrinas diferenciadas dentro do manto geral de "Utilitarismo".

### Utilitarismo Clássico
A formulação clássica, associada a Jeremy Bentham; John Stuart Mill e Henry Sigdwick é hedonista, isto é, identifica utilidade com prazer (positivo) e dor (negativa). Mill introduziu também o conceito de "qualidade" ao cálculo de prazeres, priorizando alguns "tipos" de prazer mesmo contra quantias elevadas de prazeres "menores". 
Um dos traços importantes deste e de outros tipos de utilitarismo é seu "racionalismo". A moralidade de um ato é calculada, ela não é determinada a partir de princípios diante de um valor intrínseco.  Ele supõe, então, a possibilidade de se calcular as consequências de um ato e avaliar seu impacto sobre o bem-estar dos indivíduos. Este cálculo deve agregar a e considerar totalidade de felicidade de todos os agentes, sem se importar com motivações ou meios. Em princípio, poderia ser correto torturar um indivíduo se este ato impedisse piores consequências no futuro; e um agente que faz bem desejando fama e poder recebe a mesma avaliação moral que um agente que faz a mesma quantia de bem por altruísmo ou empatia.

### Utilitarismo de Preferências
Outros atores preferiram outras definições de Utilidade, como o Utilitarismo de Preferências, que não dá importância a quantidade mensurável de felicidade, e sim a satisfação ou não de preferências e desejos de criaturas conscientes, não importando a quantia de "felicidade" gerada. A consciência, o pensamento racional e os desejos seriam então as características relevantes para moralidade. É uma posição que tenta resolver objeções contra a perspectiva clássica. Foi defendida, por exemplo, pelos utilitaristas Richard Hare e Peter Singer. 

### Utilitarismo Pluralista
Existem ainda formulações apoiadas no "Pluralismo de Valores", que reconhecem a existência de várias propriedades e fenômenos moralmente relevantes, que não seriam reduzíveis a uma só propriedade Existiriam muitos "bens" e valores fundamentalmente diferentes, como conhecimento, estética, virtudes, prazer, etc. Formulações estas defendidas, implicitamente, pelo filósofo analítico G.E. Moore.

### Utilitarismo de Regras
Enquanto as formulações utilitaristas ortodoxas são identificadas com o Utilitarismo dos Atos, afirmando que o avaliação moral correta é uma análise particular de cada ato ou situação; existe uma outra corrente, tida como uma espécie de conciliação entre éticas utilitaristas, contratualistas e de dever conhecida como Utilitarismo de Regras. Esta defende que ações são certas e erradas baseado em sua conformidade ou não com um código moral óptimo, que traria mais utilidade se universalizado. Assim, mantem-se algumas regras morais que não devem ser quebradas mesmo que esta desobediência trouxesse maior utilidade em um caso individual.
Os dois argumentos mais influentes a favor desta perspectiva são o Argumento de Equiprobabilidade de John Harsanyi, que considera a escolha de um agente racional por diferentes organizações sociais, conduzindo a uma forma de Utilitarismo de Média; e o Argumento Kantiano de Derek Parfit, que propõe uma versão modificada da Fórmula de Lei Universal de Kant. 
Um Utilitarista dos Atos ainda pode utilizar-se de regras gerais e convenções sociais como "guia", dada a dificuldade de estabelecer avaliações concretas em todas as situações, recorrendo ao cálculo apenas para resolver questões abstratas e dilemas. Entretanto, isto é apenas um método útil para a maximização de utilidade em casos individuais, não a fonte da moral em si. 

## História
Mesmo com a atribuição de Bentham como criador do Utilitarismo, outros pensadores haviam exposto princípios similares anteriormente, como o teórico italiano Cesare Beccaria; o teólogo e filósofo inglês Joseph Priestley; o literato francês Claude Adrien Helvétius e o bispo Richard Cumberland. Predecessores mais antigos também podem ser encontrados no Epicurismo da Grécia Antiga.
O Utilitarismo foi uma das primeiras "escolas" filosóficas propriamente ditas no Reino Unido. Enquanto no passado pensadores ingleses haviam criado sistemas densos, os mesmos não chegaram a possuir "discípulos" dedicados a desenvolver e divulgar suas doutrinas, como havia ocorrido com, por exemplo, os pensadores da Grécia Antiga. Os seguidores de Bentham, em contrapartida, desenvolveram e aplicaram com rigor o princípio da utilidade a questões concretas –  legislação, justiça, política econômica, liberdade sexual, emancipação feminina, etc.
Este movimento tinha um caráter essencialmente secular, liberal e reformista. Através da a fundação do periódico "Westminster Review" (depois incorporado pelo periódico "London Review") e a realização de reuniões entre radicais e interessados, combatia-se o conservadorismo político inglês, a favor de revisões liberais nos domínios econômicos, sociais e judiciários. Este movimento ainda entrou em conflito com os revolucionários franceses, quando estes proclamavam os "direitos naturais" do homem como absolutos.
Mesmo após acumular críticas ao decorrer do tempo, o Utilitarismo segue tendo uma forte influência na academia e no discurso popular. Uma pesquisa de 2020 realizada entre filósofos falantes de inglês revelou que cerca de 21% destes aceitam o consequencialismo como teoria moral normativa; e o Utilitarismo é base para movimentos como o Altruísmo Eficaz e os direitos animais.

## Influência e aplicações

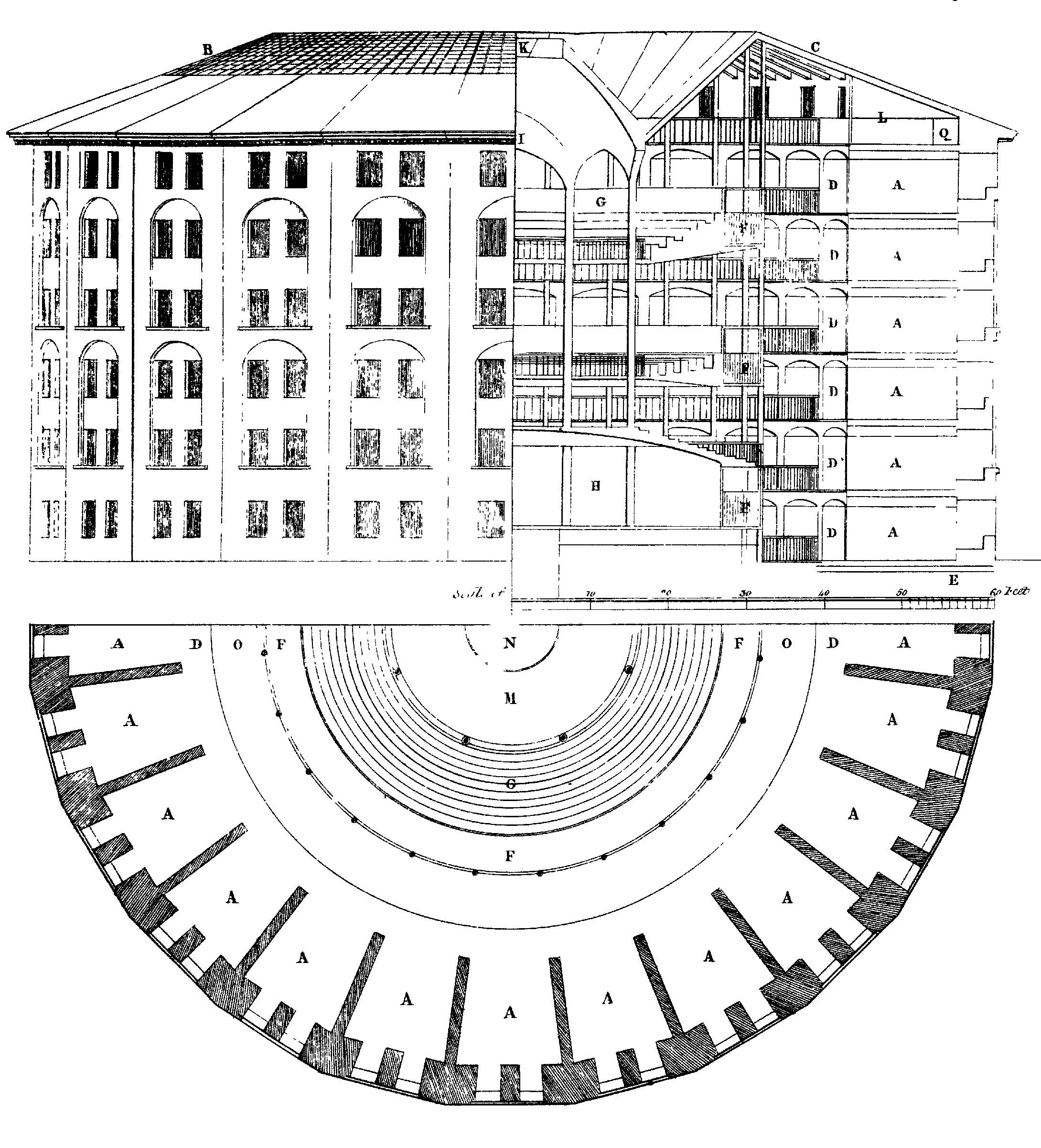
O panóptico, sistema de prisão proposto por Jeremy Bentham. Desenho do arquiteto inglês Willey Reveley, 1791

Como teoria ética viável e movimento social, o Utilitarismo teve profunda influência em vários setores controversos da sociedade e na Ética Prática:

### No direito penal
O conceito de pena nos século XVIII e século XIX estava muito relacionado ao caráter retributivista, ou seja, se alguém cometesse certa infração penal, o agente deveria receber determinada sanção jurídica, realizando "justiça" e encerrando a punição no próprio delituoso.
Entretanto, o cálculo utilitarista opõe-se a esta visão, definindo a punição como um mal em si, justificável apenas pela prevenção de crimes futuros e na reeducação dos criminosos. Com base no princípio máximo do utilitarismo  desenvolve-se o caráter preventivo da lei, a punição de um crime não terminando no delituoso, mas em toda a sociedade.
Destaca-se, ainda, a famosa ideia do panóptico, proposta de Bentham por uma arquitetura penitenciária que buscava disciplinar o detento através de exposição a vigilância constante. Foi objeto de estudo e metáfora para muitos outros pensadores no decorrer da história. 

### Nos direitos animais
Os utilitaristas clássicos foram alguns dos primeiros filósofos a sugerir que os animais não-humanos também mereciam consideração moral. Na atualidade, por via de filósofos como Peter Singer, o Utilitarismo desenvolve-se em uma perspectiva e movimento favorável ao vegetarianismo, ao veganismo e a proibição de abusos contra os animais, apesar de negar a concepção de direitos absolutos, justificando assim, por exemplo, a experimentação científica.
Afinal, argumenta-se que as características que fazem os humanos moralmente relevantes de acordo com o Utilitarismo ainda estão presentes em animais não humanos, mesmo que em menor grau.

### Nos movimentos sociais
Os antigos autores utilitaristas defenderam posições  progressistas quanto a movimento sociais, incluindo o sufrágio universal; a liberdade de expressão; a emancipação das mulheres; a abolição da escravidão, e até a liberação de minorias sexuais. Também se debruçaram em questões econômicas, e apesar de inspiração geral em autores liberais, por vezes aproximaram-se do socialismo ao tratar da questão da pobreza e da distribuição de renda. 
Na modernidade, pensadores influenciados pelo Utilitarismo continuam a dar opiniões sobre problemas como o aborto, a pobreza mundial, medidas de saúde, etc. 

## Críticas
O utilitarismo recebeu incontáveis críticas de partidários de outras teorias éticas.

### Lei da selva
Os ideólogos do utilitarismo são acusados de promover sem justificativa uma sociedade superior ou de apoiar a "lei da selva" na economia. Para seus críticos, a ciência econômica utilitarista reduz o indivíduo a um objeto racional autossuficiente (quando na verdade os indivíduos são interdependentes com os demais) e se esquece das ligações sentimentais dos indivíduos entre si. Em sua defesa, os utilitaristas, entretanto, podem indagar se tais críticas não seriam fruto de um profundo desconhecimento da filosofia utilitarista, indevidamente associada a uma apologia do capitalismo selvagem.

### Incalculabilidade das consequências
Os que se opõem ao pensamento utilitarista veem diversos problemas no cálculo utilitarista que mede a moralidade por suas consequências, a saber:
- Incerteza – Para os críticos[quem?], as consequências exatas de um ato não são determináveis até que ele aconteça de fato. Dentro desta visão, jamais teremos a certeza de que as supostas consequências de um ato serão suas consequências reais. Assim, um ato aparentemente inocente poderá então se mostrar imoral à vista de suas consequências reais, assim como um ato supostamente malvado poderá se revelar moral.
- Infinitude – As consequências formam uma cadeia, como num efeito dominó – se o ato A causa B, e se B causa C, então o ato A causa C indiretamente. Desta forma, avaliar as consequências de um ato gera o problema da identificação das suas consequências: quando podemos dizer que um ato não é mais causa? Onde terminará a cadeia de consequências?

### Desconsideração da violação de direitos
Críticos afirmam que o utilitarismo não reserva a devida consideração à violação de direitos dos indivíduos, reduzindo-lhes a um estado derivado. Diversos casos providenciados por críticos como contraexemplos à teoria utilitarista recaem nesta categoria. Por exemplo, punir um homem inocente para interromper uma rebelião, salvando a vida de muitos.:28

### Experiências mentais de Nozick
Ao argumentar contra a moral hedonista em sua famosa obra "Anarquia, Estado e Utopia", o libertário americano Robert Nozick propôs duas experiências mentais extremamente influentes, que visam que o cálculo utilitário tradicional leva a consequências demasiado contra-intuitivas se aplicado constantemente.

#### Máquina de experiências
Imagina-se uma máquina científica capaz de gerar quaisquer sensação e experiência mental possível, e falsifica-la de maneira que um indivíduo que ligar-se a máquina não saberá que está nela. As sensações possíveis incluem as mais prazerosas, muito superiores a experiência de uma vida normal. Ao menos à primeira vista, o cálculo utilitarista parece concluir que um agente deve ligar-se a esta máquina sempre que possível, contrariando a aparente intuição. Além disso, este experimento também visa provar que as preferências humanas não são limitadas apenas aos fenômenos internos de experiência.
Este experimento mental também dialoga com muitas ideias da cultura pop e do discurso popular.

#### Monstro utilitário
Outra experiência proposta trata-se do conceito de um "monstro utilitário", que converte cada recurso que lhe é dado em uma quantia de utilidade muito mais elevada do que qualquer humano já sentiu. O cálculo utilitário parece levar-nos a acreditar que o certo a fazer frente a um destes seres seria alocar todos os recursos possíveis para ele, ignorando todas as outras pessoas. Além desta conclusão repugnante, visa-se demonstrar que o Utilitarismo não é uma moral verdadeiramente igualitária, como pode parecer à primeira vista.
Além destes dois contraexemplos, Nozick também aponta o cálculo utilitarista como inepto em decisões acerca do número de pessoas. Afirma que se o objetivo utilitarista for a maximização da utilidade total, exigir-se-ia a adição constante de novas com utilidade positiva à população; e se a utilidade média for considerada, uma pessoa poderia até mesmo todas as outras, se isso elevasse a média de utilidade.:41-42
Nozick e outros críticos preferem um paradigma de direitos invioláveis mesmo se sua violação trouxesse maior "bem" ao mundo, que estão completamente opostas ao utilitarismo. :28-33
Judith Butler afirma que o utilitarismo criou uma razão instrumental que nega a vida daqueles que se interpõem nas necessidades desta filosofia.

## Pensadores utilitaristas

### Jeremy Bentham
Tido como o fundador do Utilitarismo, defendeu sua concepção ética hedonista baseada no cálculo entre prazeres e dores, que para ele eram simples sensações quantificáveis sem distinção entre si. Seu método para o cálculo hedônico considera 7 critérios: Intensidade, Duração, Certeza, Proximidade, Fecundidade, Pureza, Extensão. Em suma, uma ação é boa se, considerados todos os seus efeitos, produzir felicidade, e má se reduzi-la ou gerar dor.
Aplicou este princípio rigorosamente em vários campos da sociedade e da Lei, assumindo posições radicais, liberais  e reformistas, opondo-se ao conservador Willian Blackstone, extremamente influente na época.
Era um Hedonista Psicológico, acreditando que todas as ações humanas, em última análise, buscam felicidade. Utilizou desta concepção em seus argumentos e planos de reforma.
Foi influenciado pelos empiristas britânicos, como John Locke e  David Hume, em suas investigações. O raciocínio de Bentham aplicou o dogma empirista de que todos os conceitos humanos são derivados da experiência à Ética, vendo necessário encontrar uma base empírica para conceitos como "bem" e "certo", assim identificando-os com prazeres e dores.

### John Stuart Mill
Como seu pai (James Mill), aderiu ao utilitarismo de Bentham, mas articulou-o de forma mais rigorosa e com algumas divergências. Notavelmente, introduziu o conceito de "qualidade" no cálculo dos prazeres, afirmando que alguns tipos de prazer, principalmente  os intelectuais, tinham "valor de felicidade"  intrínseco superior aos prazeres "vulgares", e deviam ser valorizados como tal, mesmo pesados contra grandes quantias de prazeres comuns. Seu argumento a favor do Utilitarismo envolve a intuição humana a favor da felicidade.
Mill usou esta base ética para justificar seus posicionamentos políticos liberais-democráticos e métodos reformistas. Foi um defensor de pautas como a emancipação feminina e a liberdade de expressão.
Fora do campo da ética, figura-se como um dos maiores filósofos ingleses do século XIX. Articulou o associacionismo na psicologia e defendeu a possível cientificidade da tal; desenvolveu a metafísica e a lógica indutiva como sucessor do empirismo e foi influenciado por David Ricardo em suas perspectivas econômicas.

### Henry Sidgwick
Tido como a culminação final do Utilitarismo Clássico, o inglês Henry Sidgwick aceitou as concepções de Mill contra o Egoísmo e o Intuicionismo Ético. Defendeu com mais clareza a utilização de normas gerais para moralidade, mesmo se estas não estivessem em completo acordo com o Princípio da Utilidade; e propôs um influente argumento a favor do utilitarismo baseado na igual consideração de interesses advinda de uma perspectiva "universal". 

### Condillac
Condillac apresenta uma Teoria do Valor fundada na utilidade, contrariamente aos economistas clássicos que o fundavam no trabalho. Sugere que o valor das coisas advém da utilidade, o que torna um bem escasso é a dificuldade em o produzir.  Portanto como o nome indica, a grande contribuição da crítica Utilitarista foi exatamente o fundar o valor na sua utilidade.
Contudo um grande problema se levanta: como medir esta utilidade?

### Jean-Baptiste Say
Jean-Baptiste Say recusa-se a acreditar que a produção deva analisar-se como o processo pelo qual o homem prepara o objeto para o consumo. Segundo Say a produção realiza-se através do concurso de três elementos, a saber:
- Trabalho
- Capital
- Agentes Naturais (por "agentes naturais" entenda-se a terra, etc).

Tal como Adam Smith, considera o mercado essencial. Esta faceta é facilmente verificada quando Say afirma que os salários, os lucros e as rendas são preços determinados pelo jogo da oferta e da procura no mercado de fatores.
Say acredita, diferentemente de Smith, que não há distinção entre trabalho produtivo e trabalho não produtivo. Adam Smith defendia que o trabalho produtivo era aquele que era executado com vistas à fabricação de um objeto material, Say defende que "todos aqueles que fornecem uma verdadeira utilidade em troca dos seus salários são produtivos".

### David Hume
O utilitarismo em si possui o caráter teleológico herdado da filosofia Aristotélica que consistia à felicidade o efeito da vida do homem. David Hume em inspeção aos juízos que dispomos em nossos modos e dos demais conclui que a grandeza do indivíduo está inserido em atributos considerados úteis para ambos; a si próprio e aos que convivem com ele. A concepção de utilitarismo em Hume provém talvez de uma noção deste a partir de uma ótica aplicada àquilo que é público, daquilo que é útil em um contexto abrangente e que estão em harmonia o que é útil e o que é ético.
O filósofo visualiza o útil como algo que impulsiona a um determinado fim, mas também como algo que pode produzir júbilo. Esta perspectiva de Hume está associada a um sistema universal de moralidade, em razão de o indivíduo gozar do estar em meio social e de notá-lo como algo bom aos homens. Um problema a respeito do utilitarismo em Hume é que em algumas vezes pensa o útil como algo que leva à felicidade e em outras o caráter de finalidade, como já citado a cima, teleológico. Essa ambivalência logo propõe dois eixos em que o filósofo irá trabalhar o conceito do útil, logo, Hume faz uma associação entre prazer, dor, e felicidade, mas nota à felicidade uma não necessidade de ser obrigatoriamente o alivio do sofrimento e a obtenção do prazer.
Em suma, Hume também acredita³ que o anseio pelo júbilo, que aqui é retratada como felicidade, é que nos faz agir, e esta ação provém de fatores da tendência humana. As atitudes corretas para o caráter moral são as que os homens têm tendência a concretizar, logo, a razão possui apenas valor prático, isolada ela não define o que é correto ou não é. A partir daí Hume através de sua perspectiva de contribuição útil do indivíduo, permanece inserindo também a noção de Jeremy Bentham, um dos precursores do utilitarismo, em que defendia que o homem buscaria em normalidade atingir seu estado de prazer sempre em uma escala maior com tendência a minimizar toda e qualquer forma de sofrimento.
O segmento do utilitarismo em si acaba se desvencilhando da expressão em senso comum e aderindo uma ótica com foco ontológico social para o ser, o princípio de utilidade aqui ganha uma outra noção, a de algo que está não só pertencente à natureza do homem mas a algo necessário a esta. Pelo utilitarismo de Hume a ação bondosa do ser humano é considerada a mais bela e nitidamente compensatória ação do ser que provoca assentimento inerente ao ser. Vale ressaltar que para o filósofo a conduta moral está incorporada as paixões do indivíduo e seria exatamente nela que se encontra a origem de toda a conduta moral, exemplo que é tratado de forma minuciosa no livro II do “Tratado da natureza humana”.
A moral utilitarista também não exclui a concepção de altruísmo já que as ações praticadas devem atingir o maior número de indivíduos com a máxima felicidade, este é o principal objetivo de toda a filosofia utilitarista. Podemos concluir que para Hume o utilitarismo é uma transliteração da busca pela felicidade, pois é isso que estimula o ser humano a agir, a razão por si se torna uma ferramenta que determinaria o certo e errado. A filosofia moral do autor retrata conceitos como a lógica e a ética, a lógica partindo do lado racional e a ética do fato do ser humano ser um indivíduo social. Notamos então que a percepção utilitarista de Hume contribui em amplo aspecto para o debate ético dentro da história da filosofia, já que de acordo com ele podemos utilizar de nossa própria experiência para dizer o que é bom e/ou ruim em autonomia individual.

## Outros utilitaristas
- William Godwin
- Cesare Beccaria
- John Harsanyi
- Peter Singer
- Derek Parfit